# Татакан (село)
Татакан — упразднённое село в Архаринском районе Амурской области России. На момент упразднения входило в состав Грибовского сельсовета. Исключено из учётных данных в 1988 году.

## География
Село располагалось левом берегу реки Архара выше впадения в неё реки Татакан, на расстоянии примерно 12 километров (по прямой) к северо-востоку от села Грибовка.

## История
Село возникло в 1910 году. По данным на 1916 год деревня Татакан состояла из 10 дворов (население составляло 48 человек) и входила в состав Буренской волости 7-го стана Амурского уезда Амурской области.
По данным 1926 года в Татакане имелось 25 хозяйств и проживало 156 человек (78 мужчин и 78 женщин). В национальном составе населения преобладали русские. В административном отношении входила в состав Гилево-Плюснинского сельсовета Хингано-Архаринского района Амурского округа Дальневосточного края.
Решением Амурского исполкома от 20 января 1988 года № 14, село Татакан исключено из учётных данных.